# Condado de Barron
O Condado de Barron é um dos 72 condados do Estado americano do Wisconsin. A sede do condado é Barron, e sua maior cidade é Barron. O condado possui uma área de 2 305 km² (dos quais 70 km² estão cobertos por água), uma população de 44 963 habitantes, e uma densidade populacional de 20 hab/km² (segundo o censo nacional de 2000). O condado foi fundado em 1859.